# Championnats du monde de pentathlon moderne 2012
Navigation
Moscou 2011 2013
Les Championnats du monde de pentathlon moderne 2012 se déroulent à Rome en Italie du 22 au 30 mai.
Ces championnats sont des compétitions pré-olympiques, et les 3 meilleurs qui n'ont pas encore leur qualification participeront aux Jeux olympiques de 2012.

## Résultats

### Hommes
| Épreuves   | Or                                                         | Argent                                                 | Bronze                                               |
| Individuel | Aleksander Lesun                                           | Andreï Moïsseïev                                       | Jung Jin-hwa                                         |
| Par équipe | Italie Nicola Benedetti Riccardo De Luca Pierpaolo Petroni | Russie Aleksander Lesun Andreï Moïsseïev Ilia Frolov   | Corée du Sud Jung Jin-hwa Hwang Woo-jin Hong Jin-woo |
| Relais     | Corée du Sud Jung Jin-hwa Hong Jin-woo Hwang Woo-jin       | Allemagne Delf Borrmann Alexander Nobis Stefan Kollner | Russie Ilya Shugarov Maksim Kustov Alexander Savkin  |

### Femmes
| Épreuves   | Or                                                      | Argent                                             | Bronze                                                  |
| Individuel | Mhairi Spence                                           | Chen Qian                                          | Samantha Murray                                         |
| Par équipe | Royaume-Uni Mhairi Spence Samantha Murray Heather Fell  | Hongrie Sarolta Kovács Leila Gyenesei Adrienn Tóth | Chine Chen Qian Zhang Ye Miao Yihua                     |
| Relais     | Allemagne Lena Schoneborn Janine Kohlmann Annika Schleu | Chine Chen Qian Miao Yihua Zhu Wenjing             | Royaume-Uni Kate French Katy Burke Katherine Livingston |

### Mixte
| Épreuves | Or                                      | Argent                                   | Bronze                       |
| Relais   | Ukraine Hanna Buriak Oleksandr Mordasov | Russie Svetlana Lebedeva Maxim Kuznetsov | Chine Ye Zhang Zhongrong Cao |

## Tableau des médailles
| Rang | Nation       | Or | Argent | Bronze | Total |
| ---- | ------------ | -- | ------ | ------ | ----- |
| 1    | Russie       | 2  | 2      | 1      | 5     |
| 2    | Royaume-Uni  | 2  | 0      | 2      | 4     |
| 3    | Allemagne    | 1  | 1      | 0      | 2     |
| 4    | Corée du Sud | 1  | 0      | 2      | 3     |
| 5    | Ukraine      | 1  | 0      | 0      | 1     |
| 6    | Chine        | 0  | 2      | 2      | 4     |
| 7    | Hongrie      | 0  | 1      | 0      | 1     |
| 7    | Italie       | 0  | 1      | 0      | 1     |
|      | Total        | 7  | 7      | 7      | 21    |